# William Mangion
William Mangion (* 24. August 1958 in Naxxar) ist ein maltesischer Sänger.

## Leben und Wirken
Er vertrat die Inselrepublik Malta beim Eurovision Song Contest 1993 in Millstreet in Irland mit seinem selbstgeschriebenen Rock-Soul-Titel This Time, das ihn auf den achten Platz brachte.
Er blieb ein bekannter Sänger auf der Insel. Er trat in Nightclubs und Kreuzfahrtschiffen mit einem Pianisten oder seiner Band auf. Seine Programme waren meist Coverversionen.